# Xã Olmsted, Quận Cuyahoga, Ohio
Xã Olmsted (tiếng Anh: Olmsted Township) là một xã thuộc quận Cuyahoga, tiểu bang Ohio, Hoa Kỳ. Năm 2010, dân số của xã này là 13.513 người.